# Jean-Baptiste Magon de La Giclais
Pour les autres membres de la famille, voir Famille Magon.
Jean-Baptiste Magon de La Giclais, né à Saint-Malo le 6 février 1686 et mort le 21 juillet 1764, est un militaire français.

## Biographie
Membre de la famille Magon, Jean Baptiste Magon de la Giclais de Boisgarin est le fils de Nicolas Magon I de La Chipaudière et de son épouse Françoise Thérèse Éon du Vieux-Chastel. Il est frère cadet de Nicolas Magon de La Gervaisais. Il se consacre aux armes et effectue une brillante carrière militaire. Il enseigne dans un régiment Berry-Infanterie, colonel en 1712, brigadier des armées du roi en 1734, chevalier de l'ordre de Saint-Louis, gouverneur de Lamballe, garde à cheval et capitaine du château de Saint-Germain-en-Laye. Il est seigneur de Bois-Garin, de Pommerie et Kergolet.
Le 19 novembre 1727, il épouse à Saint-Malo Marie Françoise Rosalie Nouail du Parc (morte le 8 janvier 1744), fille de Jacques Louis Nouail du Fougeray et de Marie Rosalie Miniac du Parc, dont :
- Jean-Baptiste François Marie Nicola Magon du Parc et de Boisgarin (12 mai 1730 - mort le 9 avril 1793 dans son château de Pierrelaye dans l'actuel département des Yvelines. Il épouse le 25 février 1754 à L'Aigle Louise de Karuel (morte le 17 mars 1809 à Pontoise).
  - leur postérité est à l'origine des familles Magon de La Giclais et Magon de Boisgarin. Sa petite-fille, Élisabeth-Anne Magon de Lalande de Boisgarin, épouse le prince Eugène de Savoie-Carignan en 1781.